# 7867 Burian
A 7867 Burian (ideiglenes jelöléssel 1984 SB1) a Naprendszer kisbolygóövében található aszteroida. Antonín Mrkos fedezte fel 1984. szeptember 20-án.